# ضيدان بن قضعان
ضيدان بن منصور بن ملهي بن قضعان العرجاني هو شاعر سعودي ويعد من رموز الشعر الشعبي في الجزيرة العربية. نشرت أول قصيدة له في مجلة المختلف سنة 1996، وله العديد من القصائد الشهيرة. يعمل رئيس لمركز أم ربيعة في المنطقة الشرقية.